# أوشبة (قرية)
قرية أوشبة قرية سودانية تقع في منطقة السكوت في الولاية الشمالية محاطة بالقرى السكوتية والجبال والنخيل، كثيراً ما تضم إلى منطقة المحس حتى أنه قد نسي سكوتيتها.

## السكان
سكانها كثيرون ويمارسون الزراعة والرعي والتجارة وبعضم هاجر لدول الخارج، ويذهب السكان لسوق مدينة عبري كل سبت واثنين وخميس.